# PC för alla
PC för alla är en svensk datortidning som ges ut av IDG Sverige, ett dotterbolag till International Data Group i Boston i USA. Den har funnits i nuvarande tappning sedan april 1997, då den bildades genom en sammanslagning av tidningarna PC Aktiv och Windows World. PC Aktiv var i sin tur en sammanslagning av multimedietidningen CDXpress och speltidningen Attack. PC för Alla kommer ut 12–14 gånger per år i cirka 63 000 exemplar per nummer. Tidningen har en räckvidd på 250 000 läsare per nummer. Chefredaktör var fram till 2015 Fredrik Agrén; därefter tog Mikael Lindkvist över som chefredaktör och ansvarig utgivare. PC för alla hade tidigare ett eget forum på sin webbplats men efter att tidningen tog över ansvaret för IDG:s tjänst Eforum under 2010 försvann deras eget forum.
Den 31 mars 2011 tog PC för alla över Mikrodatorns webbplats och bytte namn på den till PC för Alla Extreme.
Tidningens affärsidé är att vara Sveriges största oberoende källa till köpråd och kunskap inom IT – allt presenterat komplett, tillgängligt och begripligt.
Tidningen riktar sig mot såväl mindre kunniga datoranvändare som mer avancerade. Tidningen innehåller tester, nyhetsartiklar, guider och reportage. Från början medföljde en CD-ROM med varje nummer men detta upphörde 2014. Tidningen är uppbyggd av en rad olika sektioner, exempelvis nyheter, produkttester, krönikor och mer allmänna artiklar. Produkttesterna riktar sig mot elektronik-prylar som läsarna kan tänkas använda. Några områden är datorer, datortillbehör, skärmar, smart-TV och mobiltelefoner.

## Lösenordsbytardagen
PC för alla har instiftat "lösenordsbytardagen", som äger rum den 20 januari varje år. Den ska påminna om att man en gång om året bör gå igenom och byta ut sina lösenord.